# Docking@Home
Docking@Home — проект добровольных вычислений, работающий на платформе BOINC. Проект организован университетом Делавэра. Основной задачей проекта является моделирование взаимодействия потенциальных лекарственных средств с белками (докинг). 7 апреля руководство Docking@Home объявило о закрытии проекта, состоявшегося 23 мая 2014 года.

## Докинг
Молекулярный докинг представляет собой поиск лиганд-белковых комплексов, имеющих минимальную свободную энергию, то есть таких, компоненты которых оптимальным образом «подходят» друг к другу. Поиск таких комплексов — задача, которая хорошо распараллеливается, и поэтому подходит для распредёленных вычислений.
В проекте Docking@Home моделирование связывания лиганда с сайтом связывания белка проводится при помощи программного модуля CHARMM. Процесс состоит из нескольких независимых попыток с различной пространственной ориентацией и конформацией лиганда.